# ポー・グランプリ
ポー・グランプリ (Grand Prix de Pau) は、フランス南西部のピレネー＝アトランティック県ポーの市街地コースで開催される自動車レース。フランスグランプリとして1930年にポー市街地で開催されたあと、1933年より毎年恒例のポー・グランプリとして開催されるようになった。第二次世界大戦中と、2020年-2021年の新型コロナウイルス感染症のパンデミック期間は開催されなかった。

## 概要
市の中心部の一般公道を閉鎖し、市街地コースとして開催され、長年にわたりフォーミュラ1、フォーミュラ2、フォーミュラ3000、フォーミュラ3の様々なルールに準拠して開催されてきた。
2021年にイギリス・Autocar magazineにて「世界のストリートサーキット BEST10」の一つであると評された。

## コース
このレースは、街の公道を利用してレイアウトされた全長 2.769 km (1.721 マイル) の公道コース「ポー＝ヴィル・サーキット」で行われ、多くの点でモナコグランプリに似た特徴を持っている。市の西約 20 km (12マイル) にあるシルキュイ・ポー＝アルノサーキット（長さ3.030 km、1986年開業)とは全く別のレーストラックである。
ポー・グランプリでは、路面起伏の多い一般舗装路での走行による影響を最小限に抑えるために、車はレース専用のサーキットでのセッティングよりも大きなサスペンション作動量でセットアップされる。

## 歴史

### フランスグランプリ (1930年)
フランスグランプリの舞台としてポー市街地コースが使用された。

### グランプリ・ド・ポーの始まり
1933年2月、まだ雪の残る中で第1回グランプリ・ド・ポーは開催された。ブガッティに乗るマルセル・ルフーが優勝者となった。1934年は開催されず、1935年にボーモント・パークを迂回するルートでイベントが再開された、以後同じコースレイアウトが踏襲されている。
ポーグランプリはほぼ毎年、定期的に開催されたが、第二次世界大戦で中断。戦争が終わったあと1947年に再開された。1949年にはファン・マヌエル・ファンジオがポールポジション、ファステストラップも達成する完全優勝でイベントを制した。
大会の不幸な歴史として1955年4月11日、マセラッティに乗るイタリア人レーサーのマリオ・アルボゲッティがレース中の事故により死亡した。彼はレース中にコース脇の干し草の俵に接触した後、ベダル操作を誤った。1956年に予定されていた大会は、前年のル・マン24時間レースで発生した悲劇的な事故の発生を受けて開催が見送られた。1957年にグランプリの再開のため、参加レーサーと観客の安全性・快適性を高めるコースの改良を行った。
これまでF1グランプリに準ずる規定に基づいて運営されたあと、1958年から1960年はフォーミュラ2規定の車両で開催され、1961年からフォーミュラ1のエンジン規定変更を受けモナコグランプリと同様の注目をポーグランプリも浴びるようになった。1960年代はジャック・ブラバム、ジム・クラーク、モーリス・トランティニアンなど著名なドライバーがポーでの勝利を勝ち取った。

### F2開催期 (1960-1980年代)
1964年からポーグランプリはフォーミュラ2規定の車両で争われることとなったが、引き続いてジム・クラークが連続で勝利を奪った。1967年大会ではジャン＝ピエール・ベルトワーズとアンリ・ペスカローロがポーでデビューし、ヨッヘン・リント、ジャッキー・スチュワートなど新たな世代のドライバーがポーで勝利を飾って名を挙げた。
1973年に公道サーキットの公認（ホモロゲーション）に関する問題によって大会の開催が危ぶまれたが、当時の市長であるアンドレ・ラバーレールの個人的な介入によって事態が収束し、中止が回避された。無事開催された同年のレースではフランソワ・セベールが勝利を挙げた。
ポーでの勝利はフランスの若いレーサーの登竜門となり、ジャック・ラフィット、パトリック・デパイユ、ルネ・アルヌーなどがポーでの勝利で評価を高めてフォーミュラ1へと進出していった。

### F3000開催期 (1985-1998年)
1985年より、これまでのフォーミュラ2に代わってF3000選手権がF1直下のカテゴリーとなり、ポーグランプリはヨーロッパF3000選手権カレンダーに組み込まれた。また、現役のF1パイロットでフランス出身のアラン・プロストが大会の共同主催者に就任した。
1988年の国際F3000選手権に遠征し、ポーの公道コースを初めて走った鈴木亜久里はこれ以前に1985年のマカオグランプリに出走しており海外の市街地コースの経験を持っていたが、ポーでの初走行後に「すごいコースですね、とにかく狭いです。あと路面が全部強烈なかまぼこ状で、常識的なコーナリングラインは通れない感じです。アウト側に出たとたんにガードレールへ滑って行くんだけど、日本にはない街道レースで面白そうって感じもあります。そういう形の路面なんですぐに車体のお腹を擦ってしまってアンダーステアが出る。でもマカオよりも少しコーナーの先の方が見えるし、事前に大丈夫かなと思っていた高速コーナーも走ってみると結構行けた。夕べから体調が万全じゃなくなっていたので攻略がしんどかったです。」とコースの特徴を述べている。なお、翌1989年にもフットワーク・フォーミュラ（ムーンクラフト）のオリジナルマシンMC041で片山右京が参戦したが、車体熟成度が低く予選を通過することが出来なかった。
1989年大会ではスタート直後に接触という展開が数度続き、計4回の再スタートが必要となる荒れた展開をジャン・アレジが制すると、彼は直後にティレルと契約しF1デビューを果たす。
1994年は4月から5月にかけてF1で死亡事故・重大事故が続いたが、ポーのF3000でもフランス人ドライバーのNicolas Leboissetierがヴィラージュ・ドゥ・ラ・ガールで大きな事故を起こし、会場がショックに包まれた。しかし彼は一命をとりとめて1か月後にレース復帰することが出来た。1993年からはサポートイベントとしてフランス・スーパーツーリング選手権が2000年まで併催された。
1998年末に、「国際F3000選手権のすべてのレースは、ヨーロッパで開催されるF1グランプリと併催される。」という新規定がFIAによって発効されたため、ポー・グランプリではF3000の開催ができなくなった。

### 2000年代以後

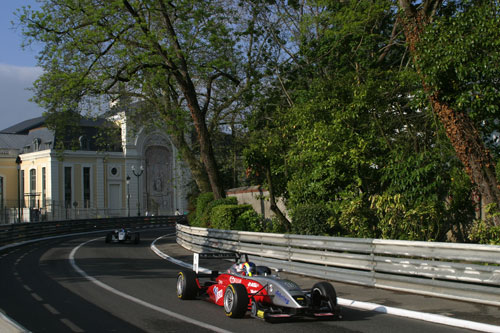
ブラジル人レーサーのÁtila Abreuがドライブするポーのコース (2005)

同じ時期にFIAは新しいフォーミュラ3カップの創設に動いており、ポーグランプリはヨーロッパF3カップに組み込まれることになった。しかし以前よりフランスF3選手権やF3000のサポートレースとしてF3レースはポーで開催されており、加えて、メインレースとしてはレース距離も短いため（F2-F3000開催時は1時間30-40分に設定されていた）、古くからのポーの熱心な観客から不満の感想がもたらされた。
2001年からはフランススーパーツーリングカー選手権(FFSA)が2004年までサポートイベントとして併催され、FFSA GT選手権やイギリスGT選手権もポーグランプリのサポートレースとして2006年まで数名のゲストドライバーと共にポーを訪問した。
2007年からは世界ツーリングカー選手権(WTCC)がポーグランプリのメインレースとなり、2009年まで同規定で開催。2010年は自治体の財政問題により中止された。
2011年からはフォーミュラ3でのレースを復活させ、フォーミュラ・ルノー2.0や電気パワーユニットのマシンで争う「グランプリ・ド・ポー・エレクトリック」を併催イベントとして開催。この新たな電気パワーのカテゴリにはすでに多くのレースキャリアを持つオリビエ・パニス、フランク・ラゴルス、ソエイル・アヤリが参戦した。
2012年大会はイギリスF3選手権のラウンドとして開催されたが、このイベントにはポーでの開催にもかかわらず、フランス人ドライバーが1人もいないという事態が発生した。しかし併催されたポルシェ・カレラカップ・フランスにセバスチャン・ローブが参戦し、後続に10秒以上の大差をつける内容で制したことで、観客は満足度を得た大会となった。観客動員は22000-23000人集まり、2011年より10-15%増やすことが出来た。2013年のMitjet 2Lカテゴリーにはローブに加えてジャック・ヴィルヌーブの参戦が主催者より発表された。また、2013年のみメインフォーミュラがF3ではなく、フォーミュラ・ルノー2.0での開催となった。
2014年から2022年は、FIAヨーロッパF3選手権およびFIA F3選手権のカレンダーに組み込まれた。2019年のポーグランプリF3では、レッドブル・ジュニアチームの角田裕毅とリアム・ローソンが出走し、最終メインレースで角田はフロントロウからスタートしたが、スタート時に降り始めた雨のためタイヤ交換を必要とし、ローソンに先行される。しかしローソンは前を走るチームメイトのユリアン・ハンゼスの追い抜きに失敗し追突、リタイアした。優勝はスタート時ピットに入りレインタイヤへと交換する戦略が功を奏したビリー・モンガーが勝ち取り、モンガーにとって2017年に両足が義足となって以後、初の栄冠でありポーはメモリアルレースの舞台となった。
2020年と2021年はCOVID-19のパンデミックにより大会は開催されなかった。
2023年からはフランスフォーミュラ4選手権が大会のメインフォーミュラレースとなり、TCRヨーロッパツーリングカーシリーズが併催レースとなっている。イベント期間中には1960年代からのヒストリック・フォーミュラカーが走行するグランプリ・ヒストリック・ポーも行われている。

## 各年の優勝者

### フォーミュラ1
| 年     | ドライバー                                                       | 車両                                                             | エントラント                                                     |
| ------ | ---------------------------------------------------------------- | ---------------------------------------------------------------- | ---------------------------------------------------------------- |
| 1947年 | ネッロ・パガーニ                                                 | マセラティ・4CL                                                  | スクーデリア・ミラノ                                             |
| 1948年 | ネッロ・パガーニ                                                 | マセラティ・4CL                                                  | エンリコ・プラーテ                                               |
| 1949年 | ファン・マヌエル・ファンジオ                                     | マセラティ・4CLT/48                                              | オートモビルクラブ・アルヘンティノ                               |
| 1950年 | ファン・マヌエル・ファンジオ                                     | マセラティ・4CLT/48                                              | スクーデリア・アキーレ・ヴァルジ                                 |
| 1951年 | ルイージ・ヴィッロレージ                                         | フェラーリ・375F1                                                | スクーデリア・フェラーリ                                         |
| 1952年 | アルベルト・アスカリ                                             | フェラーリ・500                                                  | スクーデリア・フェラーリ                                         |
| 1953年 | アルベルト・アスカリ                                             | フェラーリ・500                                                  | スクーデリア・フェラーリ                                         |
| 1954年 | ジャン・ベーラ                                                   | ゴルディーニ・T16                                                | エキープ・ゴルディーニ                                           |
| 1955年 | ジャン・ベーラ                                                   | マセラティ・250F                                                 | オフィス・アルフィエリ・マセラティ                               |
| 1956年 | 前年のル・マン24時間事故を受けコース安全性向上対策中のため非開催 | 前年のル・マン24時間事故を受けコース安全性向上対策中のため非開催 | 前年のル・マン24時間事故を受けコース安全性向上対策中のため非開催 |
| 1957年 | ジャン・ベーラ                                                   | マセラティ・250F                                                 | オフィス・アルフィエリ・マセラティ                               |
| 1961年 | ジム・クラーク                                                   | ロータス・18 クライマックス                                      | チーム・ロータス                                                 |
| 1962年 | モーリス・トランティニアン                                       | ロータス・18/21 クライマックス                                   | ロブ・ウォーカー・レーシング                                     |
| 1963年 | ジム・クラーク                                                   | ロータス・25 クライマックス                                      | チーム・ロータス                                                 |

### フォーミュラ2 (1958-1984)
| 年     | ドライバー                 | 車両                         | エントラント                     |
| ------ | -------------------------- | ---------------------------- | -------------------------------- |
| 1958年 | モーリス・トランティニアン | クーパー・T43 クライマックス | ロブ・ウォーカー・レーシング     |
| 1959年 | モーリス・トランティニアン | クーパー・T51 クライマックス | ロブ・ウォーカーレーシング       |
| 1960年 | ジャック・ブラバム         | クーパー・T45 クライマックス | エキップ・サンビーム             |
| 1964年 | ジム・クラーク             | ロータス・32 コスワース      | ロン・ハリス チーム・ロータス    |
| 1965年 | ジム・クラーク             | ロータス・35 コスワース      | ロン・ハリス チーム・ロータス    |
| 1966年 | ジャック・ブラバム         | ブラバム・BT18 ホンダ        | ブラバム・レーシング             |
| 1967年 | ヨッヘン・リント           | ブラバム・BT23 ホンダ        | ロイ・ウィンケルマン・レーシング |
| 1968年 | ジャッキー・スチュワート   | マトラ・MS7 コスワース       | マトラ                           |
| 1969年 | ヨッヘン・リント           | ロータス・59 コスワース      | ロイ・ウィンケルマン・レーシング |
| 1970年 | ヨッヘン・リント           | ロータス・69 コスワース      | ヨッヘン・リント・レーシング     |
| 1971年 | レイネ・ウィセル           | ロータス・69 コスワース      | LIRA・チーム・ロータス           |
| 1972年 | ピーター・ゲシン           | シェブロン・B20 フォード     | シェブロン・レーシング           |
| 1973年 | フランソワ・セベール       | アルピーヌ・A367 フォード    | エルフ・ジョン・クームス         |
| 1974年 | パトリック・デパイユ       | マーチ・742 BMW M12/7        | マーチ・レーシング               |
| 1975年 | ジャック・ラフィット       | マルティニ・Mk16 BMW M12/7   | オートモビル・マルティニ         |
| 1976年 | ルネ・アルヌー             | マルティニ・Mk19 ルノー      | オートモビル・マルティニ         |
| 1977年 | ルネ・アルヌー             | マルティニ・Mk22 ルノー      | エキュリー・ルノー・エルフ       |
| 1978年 | ブルーノ・ジャコメリ       | マーチ・782 BMW M12/7        | BMWジュニアチーム                |
| 1979年 | エディ・チーバー           | ラルト・RH6/80 ホンダRA260E  | ラルト・レーシング               |
| 1980年 | リチャード・ダーレスト     | AGS・JH17 BMW M12/7          | エキュリー・モチュール GPA       |
| 1981年 | ジェフ・リース             | ラルト・RH6/81 ホンダ RA261E | ラルト・レーシング               |
| 1982年 | ジョニー・チェコット       | マーチ・822 BMW M12/7        | マーチ・エンジニアリング         |
| 1983年 | ヨー・ガルトナー           | スピリット・201 BMW M12/7    | EMCOスポーツ                     |
| 1984年 | マイク・サックウェル       | ラルト・RH6/84 ホンダ RA264E | ラルト・レーシング               |

### F3000 (1985-1998)
| 年     | ドライバー                   | 車両                                 | エントラント                                 |
| ------ | ---------------------------- | ------------------------------------ | -------------------------------------------- |
| 1985年 | クリスチャン・ダナー         | マーチ・85B コスワース DFV           | オニクス・レースエンジニアリング             |
| 1986年 | マイク・サックウェル         | マーチ・86B コスワース DFV           | マールボロ・オニクス・レースエンジニアリング |
| 1987年 | ヤニック・ダルマス           | マーチ・87B コスワース DFV           | マールボロ・レーシング・フランス             |
| 1988年 | ロベルト・モレノ             | レイナード・88D コスワース DFV       | ブロムレイ・モータースポーツ                 |
| 1989年 | ジャン・アレジ               | レイナード・89D コスワース DFV       | CAMELエディ・ジョーダン・レーシング          |
| 1990年 | エリック・ヴァン・デ・ポール | レイナード・90D コスワースDFV        | GAモータースポーツ                           |
| 1991年 | ジャン＝マルク・グーノン     | ラルト・RT23 コスワースDFV           | 3001インターナショナル                       |
| 1992年 | エマニュエル・ナスペッティ   | レイナード・92D コスワースDFV        | フォルティ・コルセ                           |
| 1993年 | ペドロ・ラミー               | レイナード・92D コスワースDFV        | クリプトン・エンジニアリング                 |
| 1994年 | ジル・ド・フェラン           | レイナード・94D ザイテック・ジャッド | ポール・スチュワート・レーシング             |
| 1995年 | ヴィンセンツォ・ソスピリ     | レイナード・95D コスワース DFV       | スーパーノヴァ・レーシング                   |
| 1996年 | ヨルグ・ミューラー           | ローラ・T96/50 ザイテック            | RSMマルコ                                    |
| 1997年 | ファン・パブロ・モントーヤ   | ローラ・T96/50 ザイテック            | RSMマルコ                                    |
| 1998年 | ファン・パブロ・モントーヤ   | ローラ・T96/50 ザイテック            | スーパーノヴァ・レーシング                   |

### フォーミュラ3 (1999-2022)
| 年     | ドライバー                         | 車両                               | エントラント                       |
| ------ | ---------------------------------- | ---------------------------------- | ---------------------------------- |
| 1999年 | ブノワ・トレルイエ                 | ダラーラ・F399 ルノー              | シグナチュール・チーム             |
| 2000年 | ジョナサン・コシェ                 | ダラーラ・F399 ルノー              | シグナチュール・チーム             |
| 2001年 | アンソニー・デビッドソン           | ダラーラ・F301 無限 MF204A         | カーリン・モータースポーツ         |
| 2002年 | ルノー・デルロ                     | ダラーラ・F302 ルノー              | シグナチュール・チーム             |
| 2003年 | ファビオ・カルボーン               | ダラーラ・F302 ルノー              | シグナチュール・チーム             |
| 2004年 | ニコラ・ラピエール                 | ダラーラ・F304 ルノー              | シグナチュール・チーム             |
| 2005年 | ルイス・ハミルトン                 | ダラーラ・F305 AMGメルセデス       | ASMフォーミュラ3                   |
| 2006年 | ロマン・グロージャン               | ダラーラ・F305 メルセデスHWA       | シグナチュールプラス               |
| 2011年 | マルコ・ヴィットマン               | ダラーラ・F308 VW                  | シグナチュール・チーム             |
| 2012年 | ラファエレ・マルシエロ             | ダラーラ・F312 メルセデス          | プレマパワーチーム                 |
| 2014年 | フェリックス・ローゼンクビスト     | ダラーラ・F312 メルセデス          | Mücke Motorsport                   |
| 2015年 | アントニオ・ジョヴィナッツィ       | ダラーラ・F315 VW                  | JagonyaAyam withカーリン           |
| 2016年 | アレッシオ・ロランディ             | ダラーラ・F315 VW                  | カーリン                           |
| 2017年 | マクシミリアン・ギュンター         | ダラーラ・F316 メルセデス          | プレマパワーチーム                 |
| 2018年 | ラルフ・アロン                     | ダラーラ・F317 メルセデス          | プレマパワーチーム                 |
| 2019年 | ビリー・モンガー                   | ダラーラ・F317 VW                  | カーリン                           |
| 2020年 | COVID-19の世界的流行の影響で非開催 | COVID-19の世界的流行の影響で非開催 | COVID-19の世界的流行の影響で非開催 |
| 2021年 | COVID-19の世界的流行の影響で非開催 | COVID-19の世界的流行の影響で非開催 | COVID-19の世界的流行の影響で非開催 |
| 2022年 | ウラジスラフ・ロムコ               | ダラーラ・320                      | CryptoTower Racing                 |

### フォーミュラ4 / フォーミュラ・ルノー2.0
| 年     | ドライバー         | 車両                        | エントラント         |
| ------ | ------------------ | --------------------------- | -------------------- |
| 2013年 | ルカ・ギオット     | タトゥース・FR2.0/13 ルノー | プレマ・パワーチーム |
| 2023年 | エンツォ・プジョー | ミゲール・M21-F4            | FFSAアカデミー       |

※ 2013年はフォーミュラ・ルノー2.0での開催。2023年からフォーミュラ4での開催。

## ラップレコード
非公式の歴代記録では1992年ポー・グランプリ予選中に、レイナード・92Dに乗ったアンドレア・モンテルミーニによって樹立された1:08.600である。公認の記録は以下の表にて。
| カテゴリー                                  | タイム                                      | ドライバー                                  | マシン                                      | イベント                                    |
| Grand Prix Circuit (1935–present): 2.769 km | Grand Prix Circuit (1935–present): 2.769 km | Grand Prix Circuit (1935–present): 2.769 km | Grand Prix Circuit (1935–present): 2.769 km | Grand Prix Circuit (1935–present): 2.769 km |
| ------------------------------------------- | ------------------------------------------- | ------------------------------------------- | ------------------------------------------- | ------------------------------------------- |
| F3                                          | 1:09.788                                    | マクシミリアン・ギュンター                  | ダラーラ・F316                              | 2017 Pau F3 European Championship Race 2    |
| F3000                                       | 1:09.820                                    | エマニュエル・ナスペッティ                  | レイナード・92D                             | 1992 Pau Grand Prix                         |
| ユーロフォーミュラ・オープン                | 1:10.608                                    | Oliver Goethe                               | ダラーラ・320                               | 2022 Pau Euroformula Open Race 1            |
| インターナショナル・フォーミュラ・マスター  | 1:11.703                                    | Fabio Leimer                                | タトゥース N.T07                            | 2009 Pau Formula Master round               |
| F2                                          | 1:12.370                                    | ケニー・アチソン                            | ラルト・RH6/82                              | 1982 Pau Grand Prix                         |
| フォーミュラ・ルノー2.0                     | 1:13.812                                    | Martin Kodrić                               | タトゥース FR2.0/13                         | 2015 Pau Formula Renault 2.0 Alps           |
| F4                                          | 1:17.091                                    | Enzo Peugeot                                | ミゲール M21-F4                             | 2023 Pau French F4                          |
| GT1 (GTS)                                   | 1:18.346                                    | ボリス・デリチェブール                      | クライスラー・ヴァイパーGTS-R               | 2003 Pau FFSA GT                            |
| TCRツーリングカー                           | 1:21.331                                    | Mikel Azcona                                | ヒュンダイ・エラントラ N TCR                | 2022 FIA WTCR Race of France                |
| GT4                                         | 1:21.806                                    | Simon Gachet                                | アウディ・R8 LMS GT4                        | 2019 Pau FFSA GT                            |
| シルエットレーシングカー                    | 1:22.130                                    | アンソニー・ベルトワーズ                    | フォード・モンデオ シルエット               | 2002 Pau French Supertouring                |
| GT3                                         | 1:22.158                                    | Arnaud Peyroles                             | ダッジ・バイパー コンペティションクーペ     | 2006 Pau FFSA GT round                      |
| スーパー2000                                | 1:22.682                                    | アウグスト・ファルフス                      | BMW・320si                                  | 2008 FIA WTCC Race of France                |
| eツーリングカー                             | 1:23.894                                    | トム・ブロンクビスト                        | セアト・レオン Cupra e-Racer                | 2022 Pau FIA ETCR                           |
| ルノー・クリオCup                           | 1:28.255                                    | Nicolas Milan                               | ルノー・クリオR.S. IV                       | 2017 Pau Renault Clio Cup France            |
| F1                                          | 1:33.400                                    | ジム・クラーク                              | ロータス・24                                | 1962 Pau Grand Prix                         |
| グループ3                                   | 1:43.100                                    | Olivier Gendebien                           | フェラーリ・250GT                           | 1958 3Hours of Pau                          |
| GP                                          | 1:46.800                                    | マンフレート・フォン・ブラウヒッチュ        | メルセデス・ベンツ・W154                    | 1939 Pau Grand Prix                         |
| Formula Libre                               | 1:51.700                                    | タツィオ・ヌヴォラーリ                      | アルファロメオ・ティーポB                   | 1935 Pau Grand Prix                         |
| Original Circuit (1933): 2.649 km           |                                             |                                             |                                             |                                             |
| Formula Libre                               | 2:04.000                                    | Philippe Étancelin                          | アルファロメオ・モンツァ                    | 1933 Pau Grand Prix                         |

## 関連事項
- モータースポーツ
- フォーミュラ3000